# Eudarcia tischeriella
Eudarcia tischeriella är en fjärilsart som beskrevs av Walsingham 1897. Eudarcia tischeriella ingår i släktet Eudarcia och familjen äkta malar. Inga underarter finns listade i Catalogue of Life.